# Кухарчук, Валерий Владимирович
Валерий Владимирович Кухарчук (род. 30 октября 1941 года, с. Свияжск, Зеленодольский район, ТатАССР, СССР) — советский и российский кардиолог, член-корреспондент РАМН (2002), член-корреспондент РАН (2014).

## Биография
Родился 30 октября 1941 года в семье военного в селе Свияжск Зеленодольского района Татарстана.
С 1960 по 1963 годы — служил в рядах Советской армии.
В 1970 году — окончил 2-й Московский медицинский институт, специальность «лечебное дело».
В 1975 году — защитил кандидатскую диссертацию, тема: «Состояние коронарного русла, гемодинамики и сократимости миокарда при мерцательной аритмии».
В 1985 году — защитил докторскую диссертацию, тема: «Чрескожная транслюминальная ангиопластика в кардиологии — новый метод лечения больных реноваскулярной гипертонией и ишемической болезнью сердца».
В 1990 году — присвоена учёное звание профессора.
С 1983 по 2006 годы — руководитель лаборатории гемодиализа и плазмафереза Института клинической кардиологии имени А. Л. Мясникова, заместитель генерального директора по науке (с 1989 по 2006 годы), в настоящее время — руководитель отдела проблем атеросклероза института.
В 2002 году — избран членом-корреспондентом РАМН.
В 2014 году — стал членом-корреспондентом РАН (в рамках присоединения РАМН и РАСХН к РАН).

## Научная деятельность
Специалист в области кардиологии.
В 1970-х годах один из первых участвовал в работе по внедрению в клиническую практику метода селективной коронарной ангиографии. Первым в стране выполнил чрескожную баллонную ангиопластику почечных артерий при реноваскулярной гипертонии.
Автор и соавтор более 250 научных статей в ведущих отечественных и зарубежных журналах, медицинских монографий и руководств.
Под его руководством защищено 10 докторских и 23 кандидатских диссертации.
В 2008 году основал Национальное общество атеросклероза (НОА), журнал «Атеросклероз и дислипидемии», и по настоящее время является его главным редактором, ранее возглавлял Московское городское научное общество кардиологов.
Под его руководством создан Российский регистр больных семейной гиперхолестеринемией (РоСГХС).
Входит в состав редколлегий журналов «Атеросклероз», «Атеротромбоз», «Кардиоваскулярная терапия и профилактика», «Рациональная фармакотерапия в кардиологии».

## Награды
- Орден Дружбы Народов (1986)
- Медаль ордена «За заслуги перед Отечеством» II степени (17 ноября 2022 года) — за заслуги в области здравоохранения и многолетнюю добросовестную работу[3]
- Премия Правительства Российской Федерации в области науки и техники (в составе группы, за 2000 год) — за разработку современных технологий гемафереза в профилактике и лечении патологических состояний в клинической медицине[4]
- Медаль «За заслуги перед отечественным здравоохранением» (2015)
- Лауреат премии имени А. Н. Климова, учрежденной Российским кардиологическим обществом (в 2012, 2016 годах) — за выдающиеся достижения в исследованиях профилактики и лечения атеросклероза